# Ulrike Attenberger

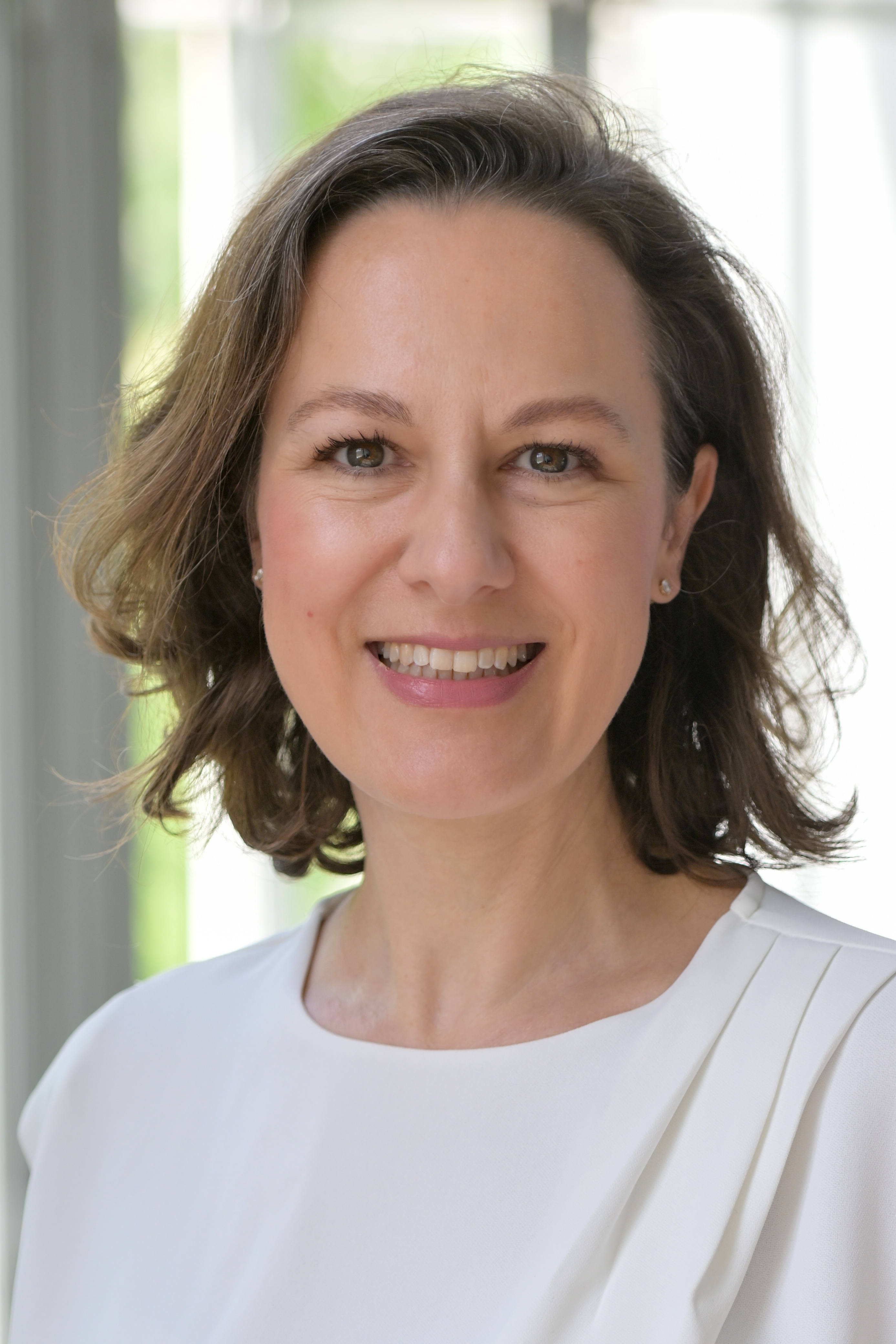
Ulrike Attenberger

Ulrike Attenberger (* 1. April 1980) in Freising ist eine deutsche Radiologin und Expertin für Digitalisierung und Künstliche Intelligenz im Gesundheitswesen. Seit dem 15. Juli 2024 ist sie Professorin für Radiologie an der Medizinischen Universität Wien und leitet die Klinik für Radiologie und Nuklearmedizin.

## Leben
Aufgewachsen in Freising und Eichstätt, studierte Attenberger Humanmedizin an der Ludwig-Maximilians-Universität München. 2006 promovierte sie mit einer Arbeit zum Thema „Der Stellenwert der MRT in der Diagnostik der pulmonalen Hypertonie“. 2011 habilitierte sie sich im Fach Radiologie an der Medizinischen Fakultät Mannheim der Universität Heidelberg und war damit die jüngste Habilitandin der Deutschen Röntgengesellschaft.
Von 2013 bis 2019 war sie stellvertretende Direktorin der Radiologie der medizinischen Fakultät der Universität Heidelberg. Nach Forschungsaufenthalten in Zürich, Wien und an der Harvard University übernahm Attenberger 2019 die Position der Direktorin der Klinik für Diagnostische und Interventionelle Radiologie am Universitätsklinikum Bonn. Dort initiierte und leitete sie das KI.NRW-Leuchtturmprojekt „Innovative Secure Medical Campus UKB“, das mit 17,5 Millionen Euro vom Land Nordrhein-Westfalen gefördert wurde.
Attenberger wurde 2010 mit dem Fellow Award der Radiological Society of North America und 2012 mit dem Walter-Friedrich-Preis ausgezeichnet. Sie ist Mitglied des wissenschaftlichen Beirats der Bundesärztekammer und leitet dort die Arbeitsgruppe „KI in der Medizin“.
Ulrike Attenberger setzt sich für die Förderung des medizinischen Nachwuchses ein. Gemeinsam mit der Deutschen Röntgengesellschaft und der Österreichischen Röntgengesellschaft hat sie ein innovatives Ausbildungskonzept etabliert, um junge Mediziner gemeinsam mit Computer Scientists auf den zukünftigen klinischen und wissenschaftlichen Alltag mit KI vorzubereiten.
Im Juli 2024 wechselte sie an die Medizinische Universität Wien, um dort die Professur für Radiologie zu übernehmen und die Klinik für Radiologie und Nuklearmedizin zu leiten. Ulrike Attenberger koordinierte als Federführende die Stellungnahme zu KI in der Medizin der Deutschen Bundesärztekammer. Seit 2025 ist sie Mitglied in der AG des Deutschen Wissenschaftrats.

## Engagement
- seit 2021 ist Ulrike Attenberger Mitglied im Kuratorium von CASA HOGAR Deutschland e. V.[8]
- seit 2024 ist Ulrike Attenberger Fachkollegiatin der Deutschen Forschungsgemeinschaft (DFG)
- im Vorstand der Deutschen Röntgengesellschaft (DRG) war sie von 2023 bis 2025 als Wissenschaftskoordinatorin tätig[9]

## Veröffentlichungen (Auswahl)
- Veröffentlichungsliste bei pubMed
- UI Attenberger, Val M Runge, John N Morelli, Stefan O. Schoenberg. Essentials der klinischen MRT. Thieme Verlag, Stuttgart, 2011
- UI Attenberger, MS Michel, F Wenz. MR- und PET-Bildgebung der Prostata-Diagnose und Therapieplanung Springer Verlag, Heidelberg, 2017
- Attenberger UI, Haneder S, Morelli JN, Diehl SJ, Schoenberg SO, Michaely HJ (2010): „Peripheral Arterial Occlusive Disease: Evaluation of a	High Spatial and Temporal Resolution 3-T MR Protocol with a Low	Total Dose of Gadolinium versus Conventional Angiography.“ Radiology 257:879–887.